# Sławomir Rybicki

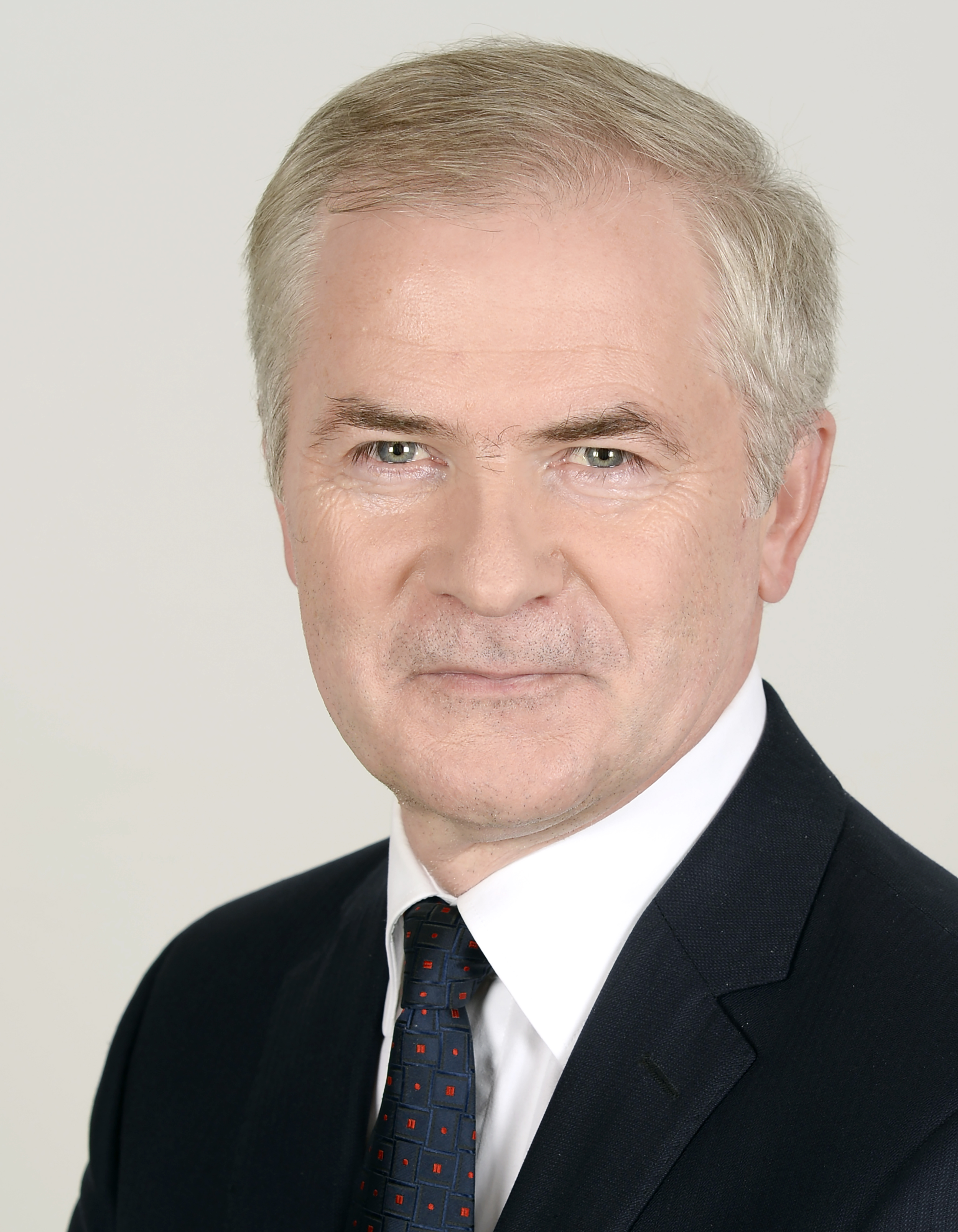
Sławomir Rybicki (2013)

Sławomir Piotr Rybicki (* 23. Juni 1960 in Danzig [Gdańsk]) ist ein polnischer Politiker der Platforma Obywatelska (Bürgerplattform).
Sławomir Rybicki studierte an der Universität Danzig Recht und schloss das Studium mit einem Magister ab. Anfang der 1980er Jahre wurde er Mitglied der Solidarność und enger Mitarbeiter von Lech Wałęsa. 1990 bis 1996 war er Leiter des Kabinetts des Danziger Wojewoden Maciej Płażyński. Anschließend war er bis 1997 Leiter des Danziger Büros von Wałęsa. 1997, mit der Wahl von Płażyński in den Sejm und zum Sejmmarschall, wurde er wieder Leiter dessen Büros. Im Jahr 2001 wurde Rybicki Mitglied der neu gegründeten Bürgerplattform und zog bei der Parlamentswahl 2001 erstmals in den Sejm ein. Mit 12.557 Stimmen wurde er 2005 wieder Parlamentsmitglied und bei den vorgezogenen Wahlen 2007 ermöglichten 30.218 Stimmen den erneuten Einzug.
Sławomir Rybicki ist verheiratet.